# 경일교통
경일교통(京一交通)은 경상북도 성주군·칠곡군의 농어촌버스 운송 업체로, 계열사로는 대가야여객, 경일여객, 동춘여객, 해피투게더 현대교통, 해피투게더 세한여객이 있다.

## 연혁
- 1987년 4월 11일 : 회사 설립[1]

## 소재지
- 본사 : 경상북도 성주군 선남면 성주로 3460 (성원리)
- 대구영업소 : 대구광역시 서구 서대구로 295(비산7동)

## 운행 노선

### 농어촌버스
- ● 7번: 왜관북부 - 약목 - 북삼 - 숭오3리
- ● 9번: 왜관북부 - 석적 - 중리 - 성곡리
- ● 20번: 왜관북부 - 왜관남부 - 삼청리 - 공단 - 금남리 - 문양역
- ● 21번: 왜관북부 - 왜관남부 - 삼청리 - 공단 - 낙산3리
- ● 26번: 왜관북부 - 왜관남부 - 삼청리 - 봉계리
- ● 27번: 왜관북부 - 왜관남부 - 연화 - 기곡리
- ● 30번: 왜관북부 - 망정리 - 도개리
- ● 31번: 도개리 - 망정리 - 석적
- ● 32번: 왜관북부 - 도개리 - 다부 - 천평
- ● 33번: 왜관남부 - 왜관북부 - 도개리 - 다부 - 천평리 - 심곡리
- ● 34번: 왜관북부 - 도개리 - 다부 - 동명 - 송산3리 (34-1번 대구예술대학 경유)
- ● 35번: 왜관북부 - 망정리 - 도개리 - 학산리 - 황학리 (신설 노선)
- ● 41번: 왜관북부 - 죽전리 - 태전 - 각산리 (41-1번 비룡사 경유)
- ● 42번: 왜관북부 - 죽전리 - 태전 - 각산리 - 인촌리
- ● 50번: 왜관북부 - 죽전리 - 노석리 - 도흥리 - 광영리 - 문양역 (50-1번 제정리 경유)
- ● 51번: 왜관북부 - 왜관남부 - 노석리 - 도흥리 - 광영리 (51-1번 제정리 경유)
- ● 200번: 황학리 - 신동 - 대구보건대 - 대구북부정류장
- ● 250번: 왜관북부 - 왜관남부 - 연화 - 지천 - 대구보건대 - 북부정류장 - 팔달시장 - 서문시장 - 동산병원 - 반고개 - 죽전네거리 - 용산역 - 계명대 - 다사 - 성주
- ● 250-1번: 칠곡영진전문대 - 동명교통 - 왜관북부 - 왜관남부 - 연화역 - 지천역 - 대구보건대 - 북부정류장 - 팔달시장 - 서문시장 - 동산병원 - 반고개 - 죽전네거리 - 용산역 - 계명대 - 다사 - 성주버스터미널
- ● 300번: 가산2리 - 응추리 - 용수리 - 천평리 - 다부 - 동명 - 태전 - 북부정류장
- ● 400번: 왜관북부 - 죽전리 - 월항 - 성주

### 시외버스
- ● 성주 ↔ 창천 ↔ 수륜 ↔ 고령 ↔ 서부정류장[2]

## 운용 차량

#### 자일대우버스
- 자일대우 레스타
- 자일대우 BH090 로얄스타
- 자일대우 NEW BS090
- 자일대우 NEW BS106

#### 현대자동차
- 현대 카운티 뉴 브리즈
- 현대 뉴 슈퍼에어로시티
- 현대 유니시티
- 현대 그린시티
- 현대 뉴 프리미엄 유니버스 스페이스 럭셔리 (금남고속 출신)

## 갤러리

왜관북부정류장